# クレイジー・エックス・ガールフレンド
『クレイジー・エックス・ガールフレンド』（原題: Crazy Ex-Girlfriend）は、2015年から2019年に放送されたアメリカ合衆国のコメディドラマシリーズ。2015年10月からThe CW系列で放送され、2019年4月に最終第4シーズンで終了した。

## キャスト
※括弧内は日本語吹替
- レベッカ・バンチ - レイチェル・ブルーム（川庄美雪）
- ジョシュ・チャン - Vincent Rodriguez III（奥田隆仁）
- グレッグ - サンティノ・フォンタナ（千葉進歩）
- ポーラ・プロクター - Donna Lynne Champlin（斉藤貴美子）
- ダリル・ホワイトフェザー - Pete Gardner（宗矢樹頼）
- ヘザー - Vella Lovell（慶長佑香）
- バレンシア - Gabrielle Ruiz（木下紗華）
- David Hull
- ナサニエル・プリンプトン - スコット・マイケル・フォスター（玉木雅士）
- Skylar Astin

## エピソード
| シーズン | シーズン | 話数 | 話数 | 放送期間       | 放送期間      |
| シーズン | シーズン | 話数 | 話数 | 初回放送       | 最終回放送    |
| -------- | -------- | ---- | ---- | -------------- | ------------- |
|          | 1        | 18   | 18   | 2015年10月12日 | 2016年4月18日 |
|          | 2        | 13   | 13   | 2016年10月21日 | 2017年2月3日  |
|          | 3        | 13   | 13   | 2017年10月13日 | 2018年2月16日 |
|          | 4        | 18   | 18   | 2018年10月12日 | 2019年4月5日  |